# Bill Forsyth
Bill Forsyth (n. 29 iulie 1946) este un regizor de film, scenarist din Scoția, care a primit Premiul BAFTA pentru cel mai bun regizor și pentru cel mai bun scenariu.

## Filmografie
- That Sinking Feeling (1979)
- Andrina (1981)
- Gregory's Girl (1981)
- Local Hero (1983)
- Comfort and Joy (1984)
- Housekeeping (1987)
- Breaking In (1989)
- Being Human (1994)
- Gregory's Two Girls (1999)

## Legături externe
- Bill Forsyth la Internet Movie Database